# 中山公園 (臺北市)

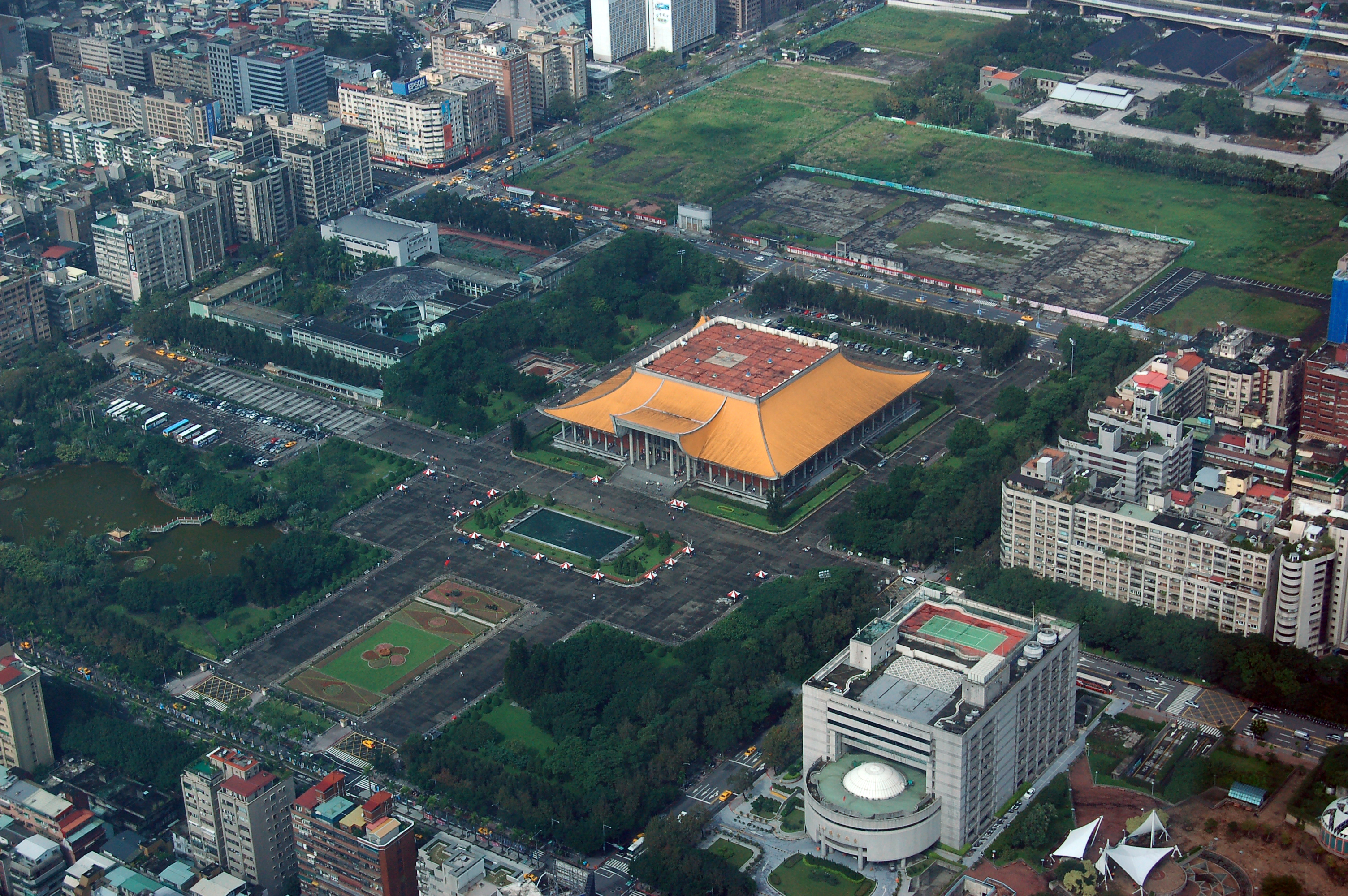
中山公園與周圍街區

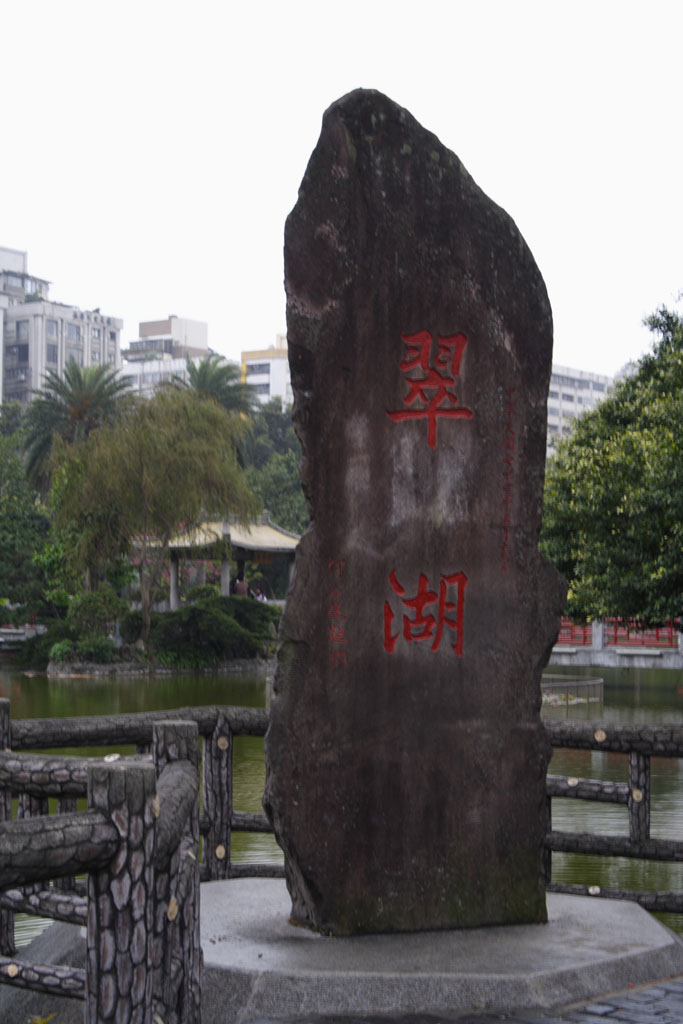
翠湖

中山公園是位於臺灣臺北市信義區的公園，為臺北市戰前規劃的大型都會公園之六號公園。其由逸仙路、仁愛路、光復南路、忠孝東路所包圍，大部分區域開闢為公園，園內設有國父紀念館。過去規劃的公園用地中，約五分之一土地現做為光復國小校地使用。

## 概述
該公園係紀念中華民國國父孫中山先生，故以其名諱命名之。除了深具紀念價值外，也是一個戶外運動、休閒、藝文與知性活動的綜合性休憩公園。園內的國父紀念館是中華民國政府為紀念孫中山先生百年誕辰而興建，於1972年5月16日落成啟用，全部面積共三萬五千坪。
該公園為開放式的庭園，占地逾11萬平方公尺。園內有翠湖，湖內種植睡蓮，湖畔楊柳青青，並有香山橋蜿蜒其中。綠地植有樟樹、鳳凰和成排的白樺；每季更換的草花更將中山公園襯托得生氣盎然，使遊客享有稱心如意之遊憩體驗。此外還有健康步道，吸引重視健身養生的民眾。
|  |  |  |

## 園內銅像
中山公園內立有多座偉人銅像，包括：
- 翠湖北側于右任立像，身著長袍馬褂、持手杖，作者為陳一帆，1998年由敦化南路圓環遷移至此，4月19日落成揭幕；
- 中山碑林內孙中山立像，身著西裝、持手杖，原作者為中國大陸雕塑家戴廣文，係由位於南京新街口的孫中山銅像（1996年立）翻鑄而成，2000年6月由南京孫中山紀念館贈與；
- 中山碑林內孫中山坐像，身著中山裝，原作者為中國大陸雕塑家程允賢、王少軍，係由位於北京中山公園中山堂內的孫中山大理石雕像（2002年立）翻鑄而成，2003年3月由北京中山公園管理處贈與；
- 紀念堂東側孫中山立像，身著西裝、持手杖，原作者為中國大陸雕塑家曹崇恩，係由位於广东省中山市翠亨村孙中山故居纪念馆的孫中山雕塑翻鑄而成；
- 紀念堂東側孫中山蹲坐思考像，身著西裝，原作者為曹崇恩，係由收藏於深圳孫逸仙醫院的孫中山雕塑翻鑄而成；
- 紀念堂西側銅像「根」，描繪童年孫中山聆聽太平天國老兵講述反清故事，1996年立，原作者為曹崇恩，係由位於廣東翠亨孫中山故居的雕塑（1983年立）翻鑄而成。

## 外部連結
- 臺北中山公園 （页面存档备份，存于），收錄於中山公園數據庫（页面存档备份，存于），由香港浸會大學圖書館（页面存档备份，存于）提供